# Wioletta Kamińska
Wioletta Anna Kamińska (ur. 16 sierpnia 1961) – polska geograf, specjalistka w zakresie geografii społeczno-ekonomicznej, doktor habilitowany nauk o Ziemi, profesor nauk społecznych.

## Życiorys
W 1987 ukończyła studia w Instytucie Geografii Wyższej Szkoły Pedagogicznej w Kielcach. Doktoryzowała się w 1994 w Wyższej Szkole Pedagogicznej im. KEN w Krakowie w oparciu o pracę pt. Rozwój i struktura przestrzenna indywidualnej działalności gospodarczej w rejonie kieleckim na tle województwa, której promotorem był prof. Zbigniew Zioło. Stopień doktora habilitowanego uzyskała w 2007 w Instytucie Geografii i Przestrzennego Zagospodarowania im. Stanisława Leszczyckiego PAN na podstawie rozprawy zatytułowanej Pozarolnicza indywidualna działalność gospodarcza w Polsce w latach 1988–2003. W 2019 r. uzyskała tytuł profesora nauk społecznych.
Zawodowo związana od 1987 z Wyższą Szkołą Pedagogiczną w Kielcach, przekształcaną kolejno w Akademię Świętokrzyską i Uniwersytet Jana Kochanowskiego. Na uczelni tej doszła do stanowiska profesora nadzwyczajnego (2007). W latach 2002–2005 była wicedyrektorem, a w kadencjach 2009–2012 i 2020-2024 dyrektorem Instytutu Geografii UJK na Wydziale Matematyczno-Przyrodniczym. W Instytucie Geografii objęła kierownictwo Zakładu Geografii Społeczno-Ekonomicznej. Podjęła także pracę na stanowisku profesora nadzwyczajnego na Uniwersytecie Technologiczno-Humanistycznym im. Kazimierza Pułaskiego w Radomiu. Była też profesorem wizytującym w Państwowej Wyższej Szkole Techniczno-Ekonomicznej im. ks. Bronisława Markiewicza w Jarosławiu.
W latach 2011–2020 była wiceprzewodniczącą Polskiego Towarzystwa Geograficznego. Została członkiem Komitetu Nauk Geograficznych PAN (2010–2015, 2016–2019 i 2020-2023) i Komitetu Przestrzennego Zagospodarowania Kraju PAN (2011–2014 i 2015–2018 i 2019-2023), w ramach którego pełniła funkcję przewodniczącej Zespołu Zadaniowego ds. Obszarów Wiejskich i Krajobrazu.
Specjalizuje się w geografii społeczno-ekonomicznej. Opublikowała ok. 150 prac, w tym ponad 100 artykułów naukowych w językach polskim, angielskim i rosyjskim. Weszła w skład rady naukowej czasopism: „Miscellanea Geographica” i „Czasopismo Geograficzne”.
Odznaczona Srebrnym Krzyżem Zasługi (2002) i Medalem Komisji Edukacji Narodowej.